# Pseudocercospora bangalorensis
Pseudocercospora bangalorensis (укр. Псеудоцеркоспора бангалоренсис) — вид грибів роду Псеудоцеркоспора (Pseudocercospora). Гриб вперше класифіковано у  1976 році.

## Поширення та середовище існування
Знайдений на листках Aristolochia indica у штаті Карнатака на південному заході Індії.